# Československá obec legionářská Jednota Ostrava I
Jednota Ostrava I je jednou z místních organizací Československé obce legionářské (ČsOL) v Moravskoslezském kraji, jejímž cílem je propagovat a předávat dalším generacím legionářské ideály, uchovávat odkaz I. a II. odboje za národní osvobození a udržovat ve společnosti povědomí o době nesvobody.

## Historie jednoty
Jednota ČsOL Ostrava I je místní organizací spolku, který roku 1921 založili bývalí příslušníci československých legií – revolučního vojska, jež na frontách 1. světové války bojovalo po boku dohodových armád za vznik samostatného státu Čechů a Slováků.

### Meziválečné období
V letech 1921–1939 nebyla ČsOL pouze spolkem hájícím sociální zájmy legionářů, vdov a sirotků, ale díky své početné členské základně a husté síti jednot také významnou ideovou oporou Masarykovy republiky na území celého Československa. Příchod německých okupantů byl tak nutně následován zákazem a perzekucí představitelů i členů. Po vítězství nad nacismem v roce 1945 byla činnost ČsOL opět obnovena a její řady rozšířeny o bývalé příslušníky československé exilové armády na západě i východě. Nástup komunistů k moci v únoru 1948 ale rychle následovalo nedobrovolné začlenění do zpolitizovaného Svazu bojovníků za svobodu a posléze protiprávní zrušení. Legionáři byli v následujících dekádách opět pronásledováni, ponižováni a odsouzeni k zapomnění. ČsOL však díky svým členům v exilu přežila. Po pádu totality byla v Československu na sklonku roku 1991 obnovena a o deset let později se stala opět plně samostatnou organizací. Dnes ČsOL sdružuje účastníky protinacistického a protikomunistického odboje, novodobé válečné veterány, jejich potomky, pozůstalé a občany, kteří chtějí pomoci s naplněním jejího historického poslání.

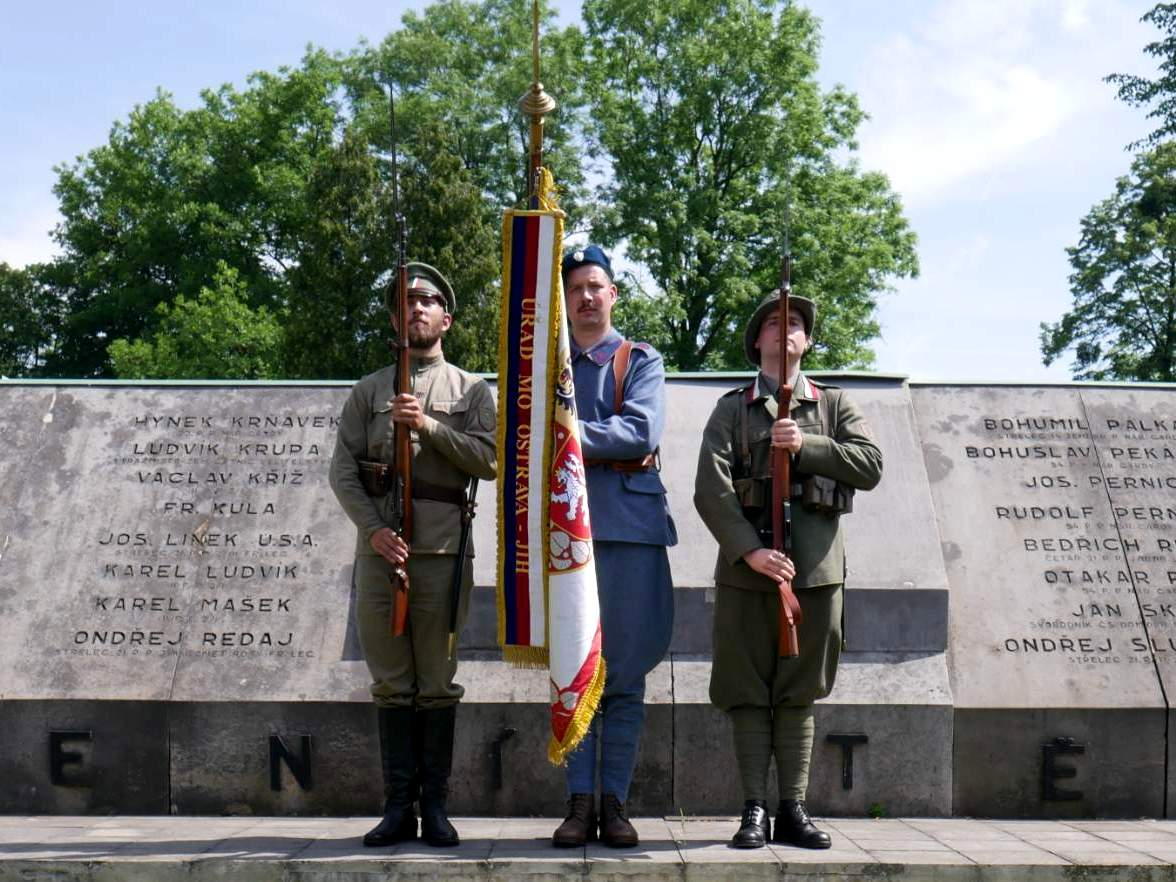
Stráž praporu Jednoty Ostrava I ve stejnokrojích čs. legií v Rusku, Francii a Itálii během pietního aktu za zakladatele čs. legie v Itálii Jana Čapka u pomníku padlým za Těšínsko v Orlové.

ČsOL začala na Ostravsku působit již týden po ustavujícím pražském sjezdu. V květnu 1921 byla v moravsko-ostravském Národním domě založena Moravskoslezská župa ČsOL, jež měla zastřešovat jednotlivé místní jednoty, které se v následujících měsících postupně zformovaly v Moravské Ostravě, Hrabůvce, Kunčicích, Mariánských Horách, Přivoze, Staré Bělé, Svinově, Vítkovicích a Zábřehu. Legionářský spolkový život regionu v meziválečném období určovala především jednota v Moravské Ostravě, kterou vedl až do rozpuštění v roce 1939 ruský legionář, pedagog a osvětový pracovník Rudolf Tlapák (1884–1940). Neméně výraznou byla jednota v sousedních Vítkovicích, v jejímž čele stál až do své předčasné smrti rovněž ruský legionář – lékař a starosta místního Sokola Ludvík Klega (1888–1933), který stál např. za vznikem vítkovického biografu Rekord (dnes Divadlo Mír). Početně silnou byla také jednota v Přívoze, sdružující především zaměstnance Československých státních drah, jejichž zájmová skupina při ní působila.

### Po 2. světové válce

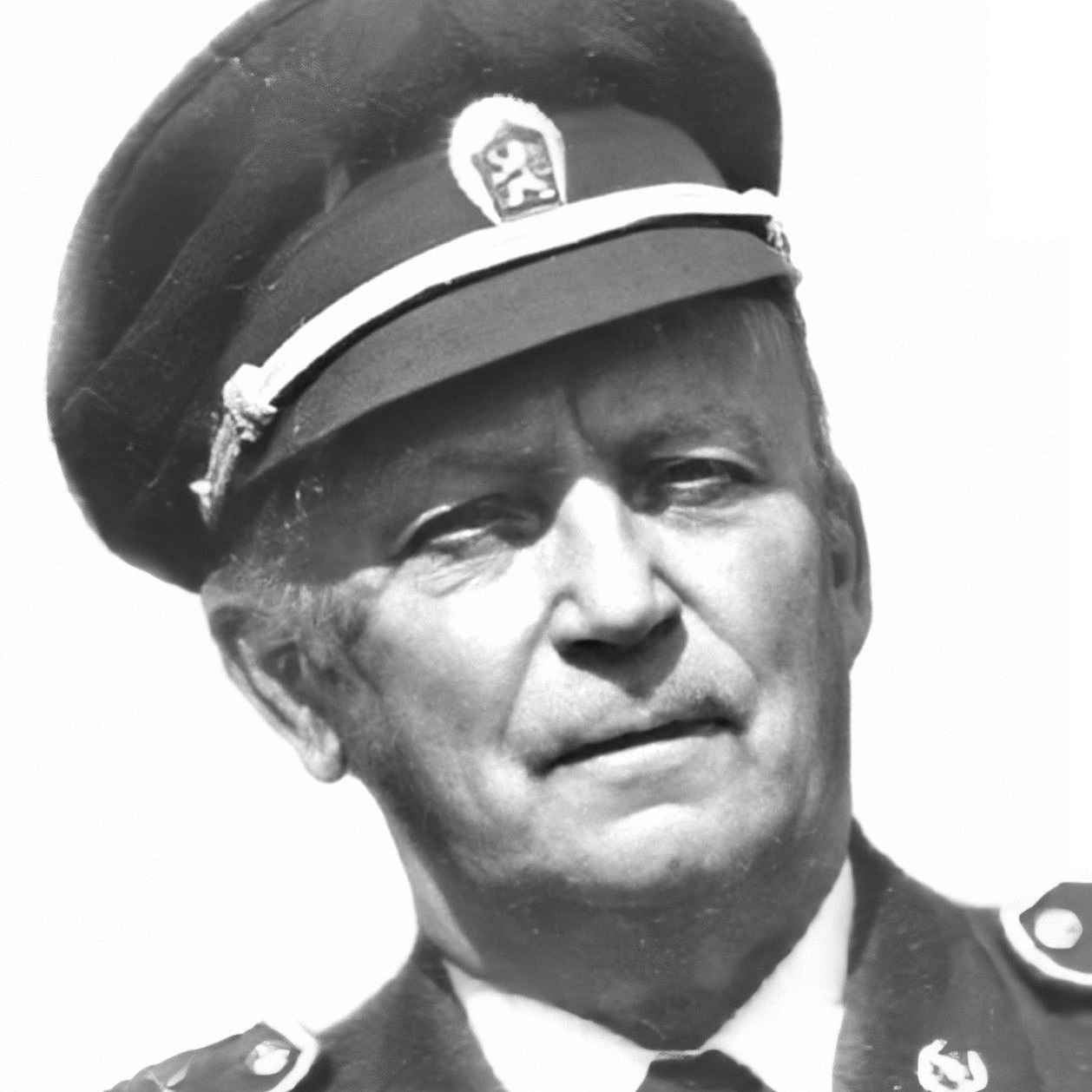
První předseda Jednoty Ostrava I genmjr. v. v. Ing. Josef Řehulka (1915–2002), účastník bojů druhé světové války na Blízkém východě, v SSSR, Polsku a při osvobozování ČSR.

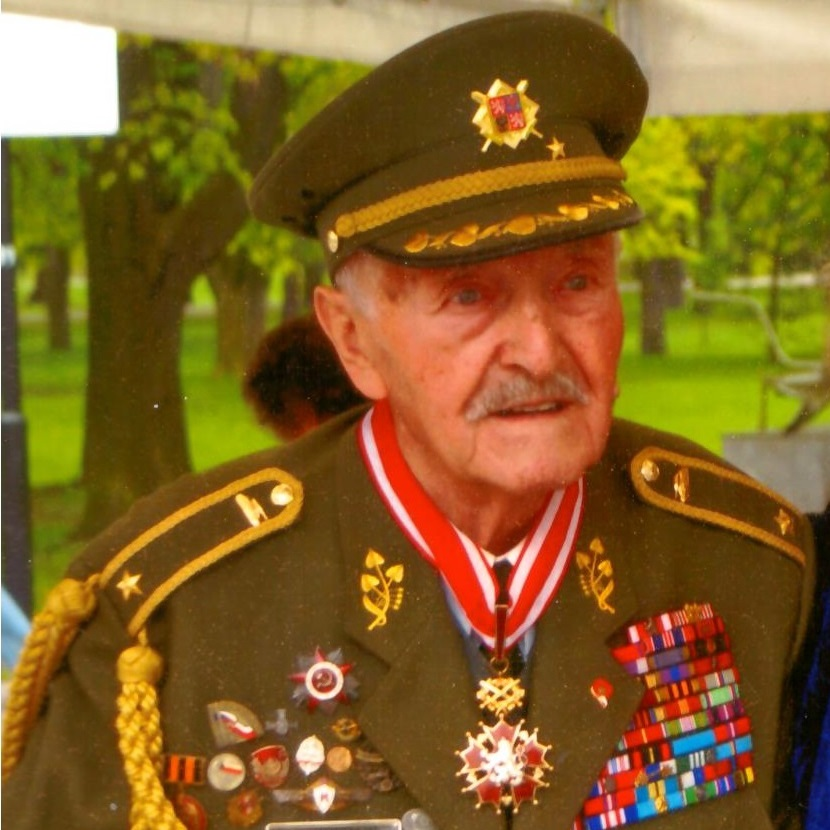
Druhý předseda Jednoty Ostrava I genpor. v. v. Ing. Mikuláš Končický (1925–2015), účastníků bojů dukelské, jaselské a ostravské operace, nositel Řádu Bílého lva II. třídy.

Zatímco po 2. světové válce se ještě nakrátko podařilo na Ostravsku obnovit struktury ČsOL v předválečné podobě, po pádu komunistického režimu vznikla roku 1992 na území statutárního města Ostravy pouze jediná jednota. Jejím předsedou se stal pozdější čestný občan města plk. Jan Pavlíček (1917–2010), účastník bitvy o Francii a obléhání přístavu Dunkerque. Na přelomu tisíciletí byl pak krátce předsedou Miloslav Krejza (1930–2012), oběť vykonstruovaných komunistických procesů 50. let. Jednota ČsOL v Ostravě se 28. března 2000 fakticky rozdělila na dvě územně nedefinované jednoty, od jara roku 2003 odlišené pořadovým číslem 1 a 2. V čele jednoty Ostrava I stanul bojovník od Tobruku i Dukly a oběť komunistické zvůle genmjr. Josef Řehulka (1915–2002), po jehož smrti funkci převzal bývalý příslušník 1. čs. samostatné tankové brigády v SSSR, mnohonásobně vyznamenaný veterán Ostravské operace a čestný občan města Ostravy genpor. Ing. Mikuláš Končický (1925–2015), který se významně zasloužil o zachování tradice každoročních oslav osvobození Ostravy.  Předsedou se posléze stal bývalý policista a důstojník Aktivních záloh ozbrojených sil České republiky kpt. v. v. Jan Šimčík (* 1954). Od března roku 2019 jednotu, sdružující téměř sedm desítek členů z Ostravy a širokého okolí, vede historik Mgr. Martin Lokaj (* 1989).

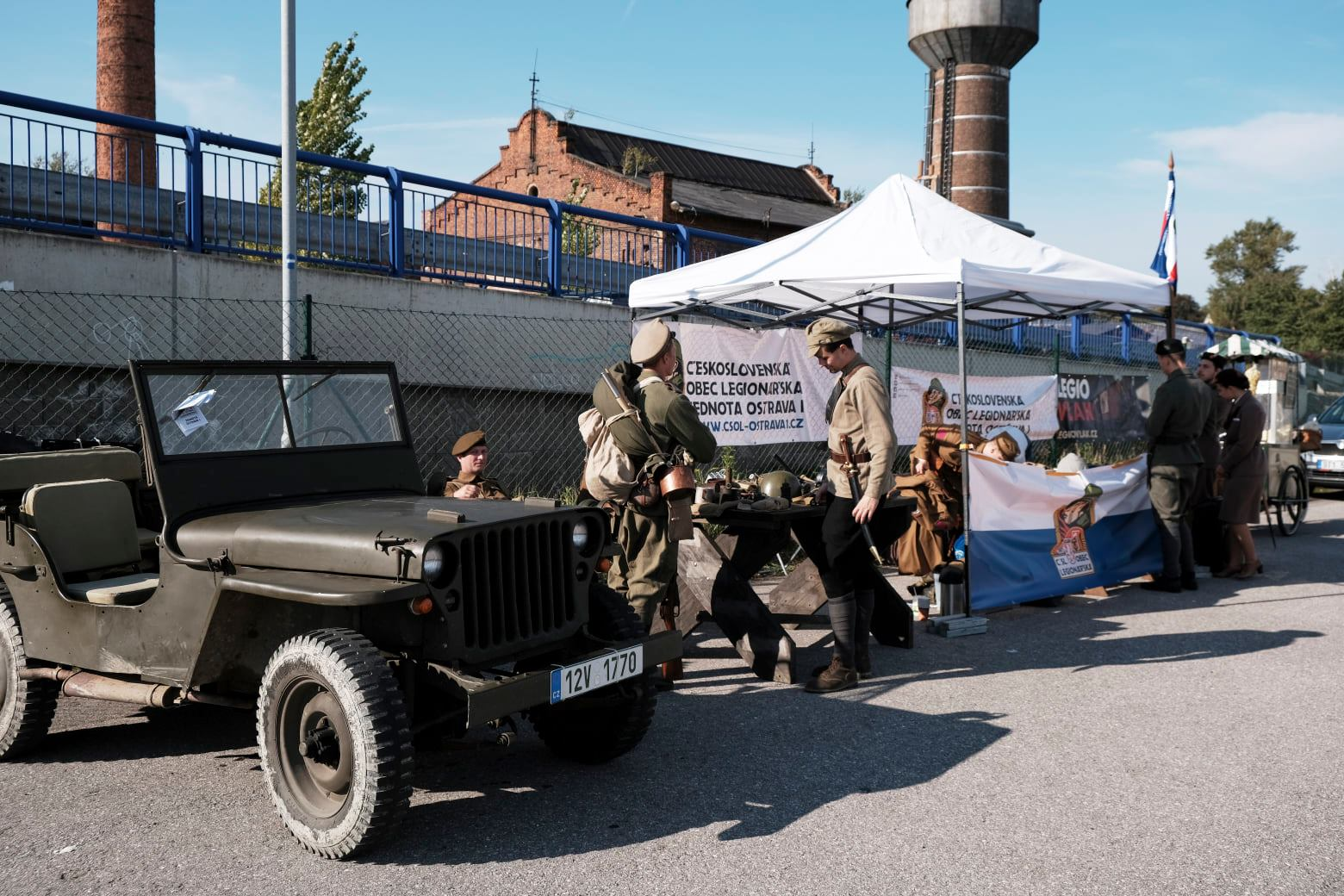
Stánek Jednoty Ostrava I s výstavou stejnokrojů, výstroje a výzbroje I. a II. čs. zahraničního odboje na nádraží Ostrava-Svinov u příležitosti návštěvy Legiovlaku 2. října 2021.

Až do své smrti byla členy Jednoty Ostrava I řada přímých účastníků protinacistického odboje, vedle výše jmenovaných také např. členové výsadku Wolfram brig. gen. v. v. Robert Matula (1918–2012) a pplk. v. v. Vladimír Řezníček (1919–2001), účastník obléhání přístavu Dunkerque a vězeň komunistů genmjr. v. v. Robert Pavlík (1912–2002), veterán od Tobruku a posléze příslušník 311. čs. bombardovací perutě plk. v. v. Boleslav Ivánek (1917–2003), účastník sokolského protinacistického odboje na Ostravsku MUDr. Věroslav Dušek (1922–2020), nebo vězeň gulagu a bojovník od Sokolova Kurt Lanzer (1928–2016). Vedle válečných veteránů tvořili a stále tvoří významnou skupinu členů jejich pozůstalí, mezi než patřila až do své smrti např. Eva Janková, vdova po veliteli 1. čs. samostatné tankové brigády a čestném občanu města Ostravy genplk. Vladimíru Jankovi (1917–1968).
Dne 6. listopadu 2021 oslavila Jednota Ostrava I 100 let působení ČsOL na Ostravsku, a to slavnostní členskou schůzí pod záštitou primátora Statutárního města Ostravy, jež se konala symbolicky v prostorách Divadla Jiřího Myrona, dříve moravsko-ostravského Národního domu, kde byla 29. května 1921, týden po ustavujícím pražském sněmu, založena legionáři ze Slezska a severní Moravy Moravskoslezská župa ČsOL a položeny základy celé řady místních jednot.

## Činnost jednoty

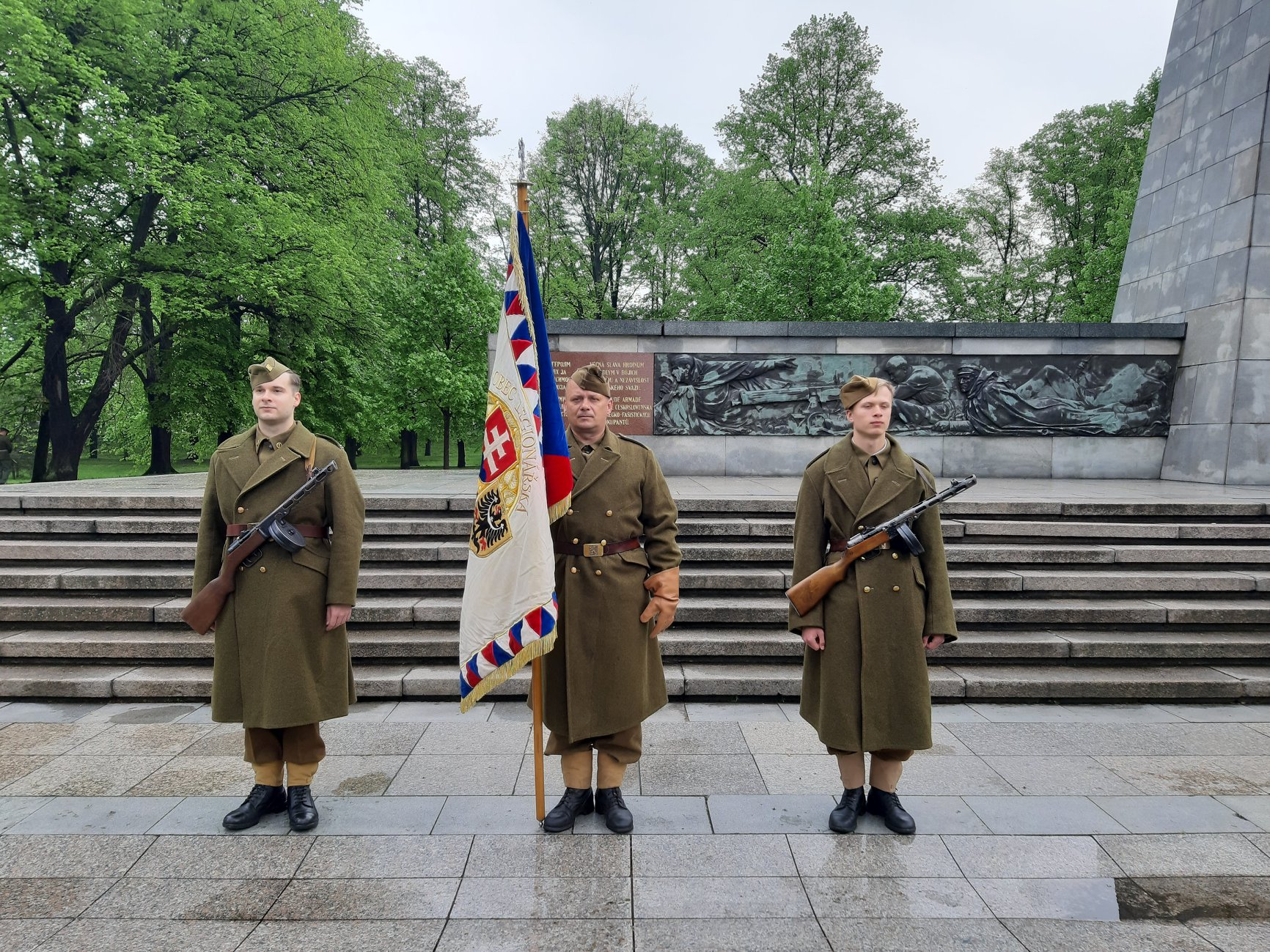
Členové Jednoty Ostrava I coby stráž praporu ČsOL ve stejnokrojích 1. čs. sam. tankové brigády během pietního aktu u příležitosti 74. výročí osvobození města Ostravy 30. dubna 2019.

Jednota Ostrava I navazuje na činnost meziválečné ČsOL na Ostravsku. Jejím hlavním cílem je propagovat a předávat dalším generacím ideály, na nichž vznikl samostatný stát Čechů a Slováků, uchovávat odkaz I. a II. odboje za národní osvobození a udržovat ve společnosti povědomí o době nesvobody. K dosažení tohoto cíle vyvíjí jednota v Ostravě a širokém okolí různorodou komemorativní a osvětovou činnost v podobě pietních a vzpomínkových aktů, přednášek a besed pro školy i veřejnost, exkurzí a branných soutěží pro mládež, vojensko-historických ukázek, publikací a mnoha dalších aktivit. Za tím účelem jednota úzce spolupracuje se samosprávou, Armádou ČR, školami, muzei a dalšími institucemi či spolky v Česku, Polsku a na Slovensku.

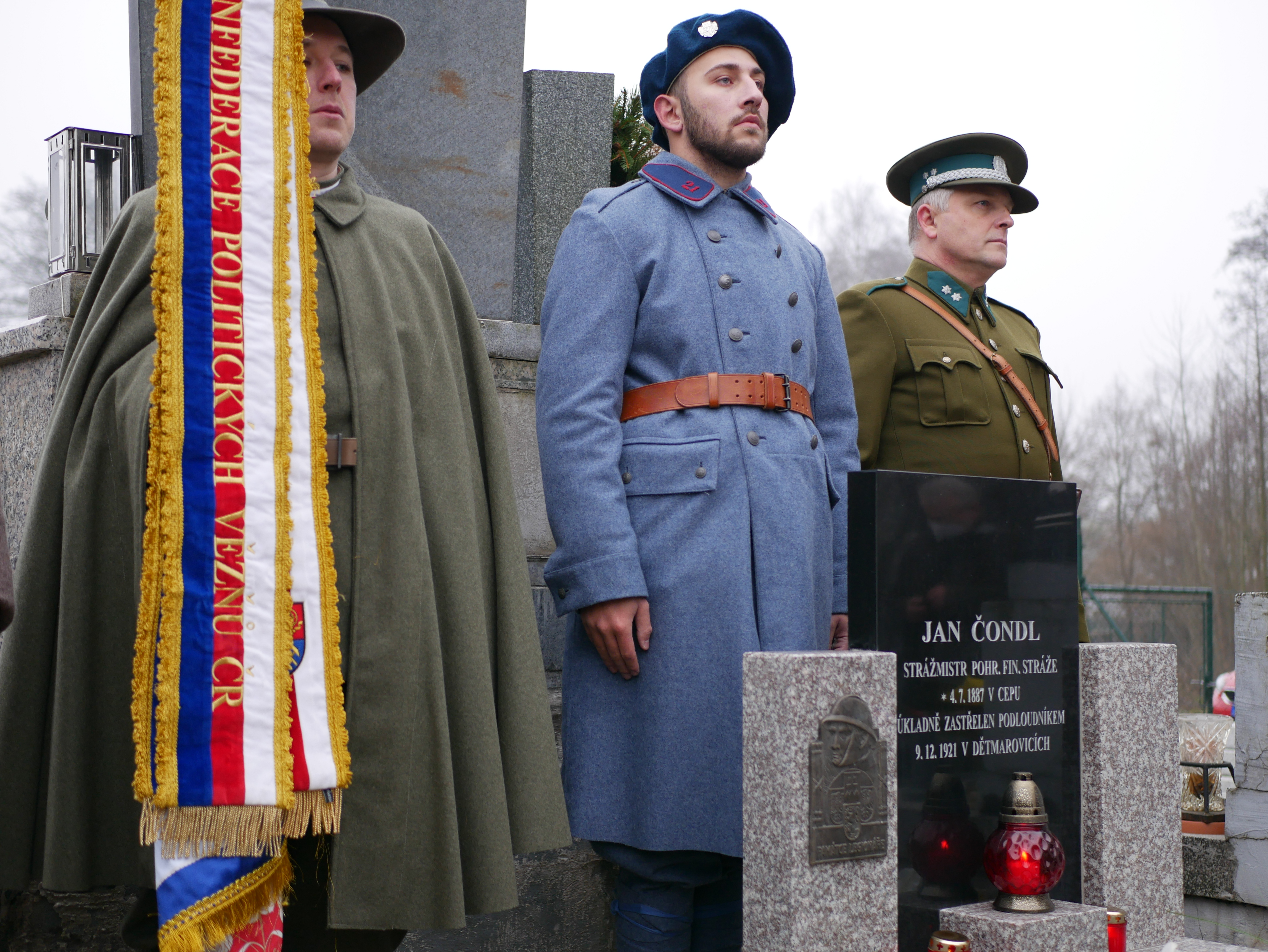
Obnovený hrob italského legionáře a strážmistra finanční stráže Jana Čondla (1888–1921), který Jednota Ostrava I slavnostně odhalila na hřbitově v Dolní Lutyni dne 9. prosince 2020.

Členové Jednoty Ostrava I se pravidelně účastní slavnostních pietních aktů v dobových stejnokrojích čs. legií, čs. zahraničních armád 2. světové války (nejčastěji čs. samopalníků z bojů o Ostravu v dubnu 1945) či rudoarmějců – buďto coby symbolické čestné stráže u hrobů či pomníků, nebo jako stráže zapůjčených historických bojových praporů, případně vlastního praporu jednoty.

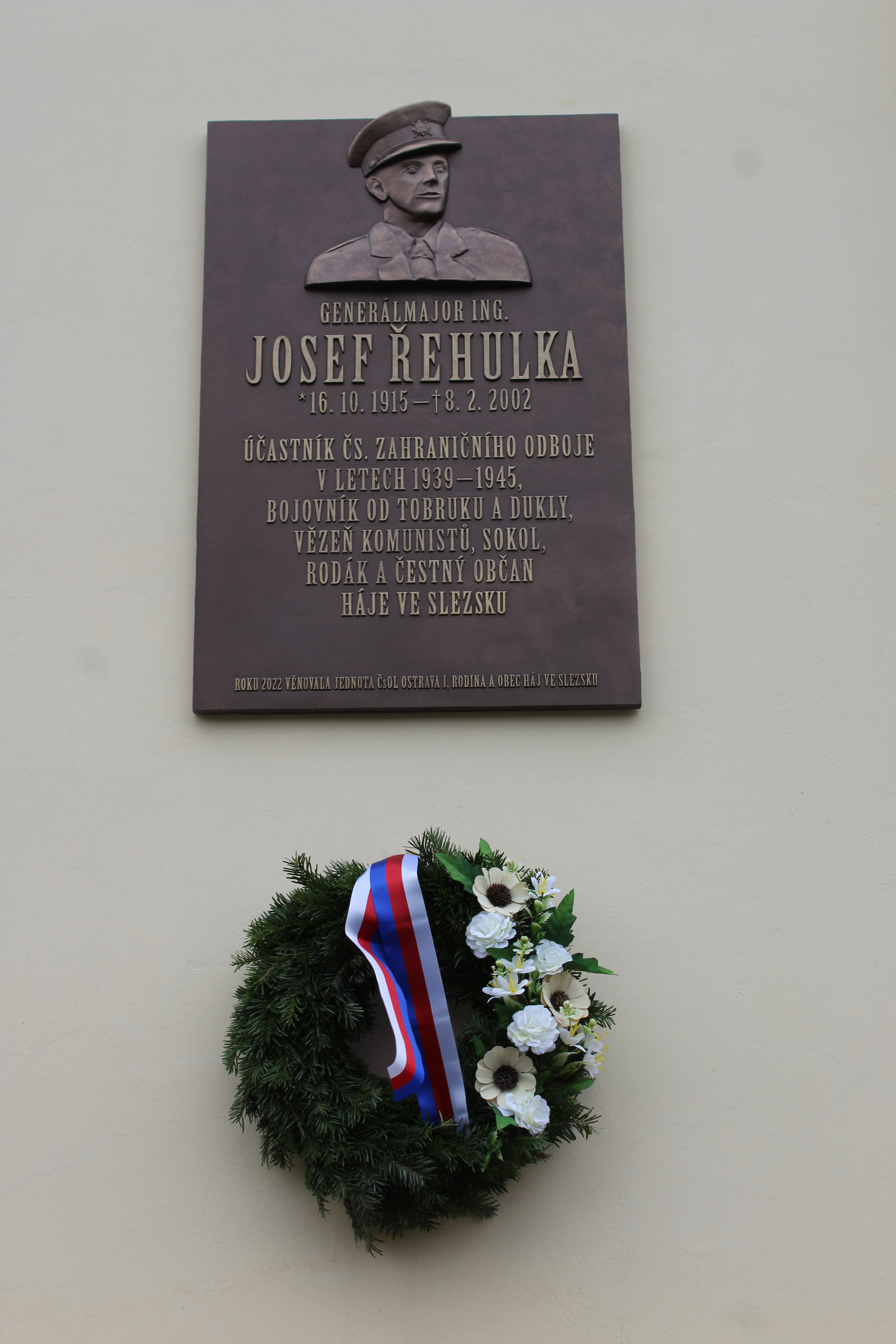
Pamětní deska genmjr. Ing. Josefu Řehulkovi, odhalená 15. října 2022 na budově mateřské školy v Háji ve Slezsku-Smolkově Jednotou Československé obce legionářské Ostrava I, rodinou a obcí Háj ve Slezsku.

Jednota rovněž pečuje o hroby účastníků I. a II. odboje za národní osvobození na Ostravsku a Karvinsku, jež nemají charakter hrobů válečných. Do své péče přebírá opuštěné hroby, které by jinak byly odstraněny a iniciuje opravu poškozených či výrobu nových hrobových zařízení, aby tak památka odbojářů zůstala i nadále zachována. Roku 2020 takto jednota např. zrekonstruovala zaniklý hrob italského legionáře a strážmistra Finanční stráže Jana Čondla (1887–1921) na hřbitově v Dolní Lutyni.

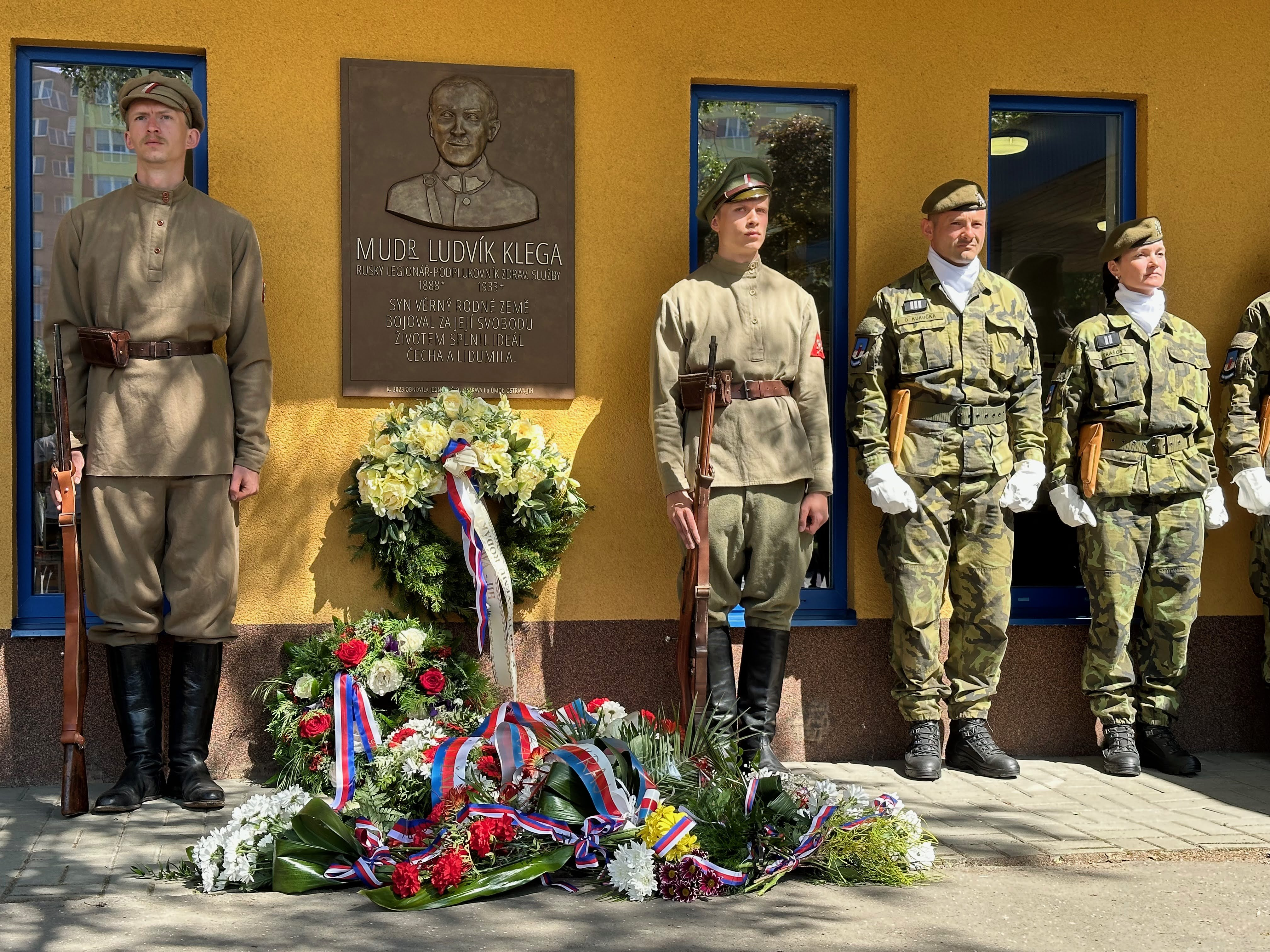
Slavnostní odhalení pamětní desky lékaři a legionáři pplk. MUDr. Ludvíku Klegovi, jejíž vznik jednota iniciovala, 31. května 2023 na budově ZŠ Emílie Lukášové a Klegova v Ostravě-Jihu.

Jednota v neposlední řadě obnovuje, nebo vytváří nová místa paměti I. a II. odboje na Ostravsku, Karvinsku a Opavsku, zpravidla v podobě pamětních desek. V říjnu roku 2022 např. odhalila v Háji ve Slezsku pamětní desku svému čestnému předsedovi genmjr. Josefu Řehulkovi, a to na budově smolkovské mateřské, dříve obecné školy, kterou Řehulka v dětství navštěvoval. Dne 31. května 2023 byla díky iniciativě jednoty odhalena na budově ZŠ Emílie Lukášova a Klegova v Ostravě-Jihu pamětní deska ruskému legionáři, lékaři a přední osobnosti ČsOL meziválečného Ostravska pplk. MUDr. Ludvíku Klegovi.

## Prapor jednoty

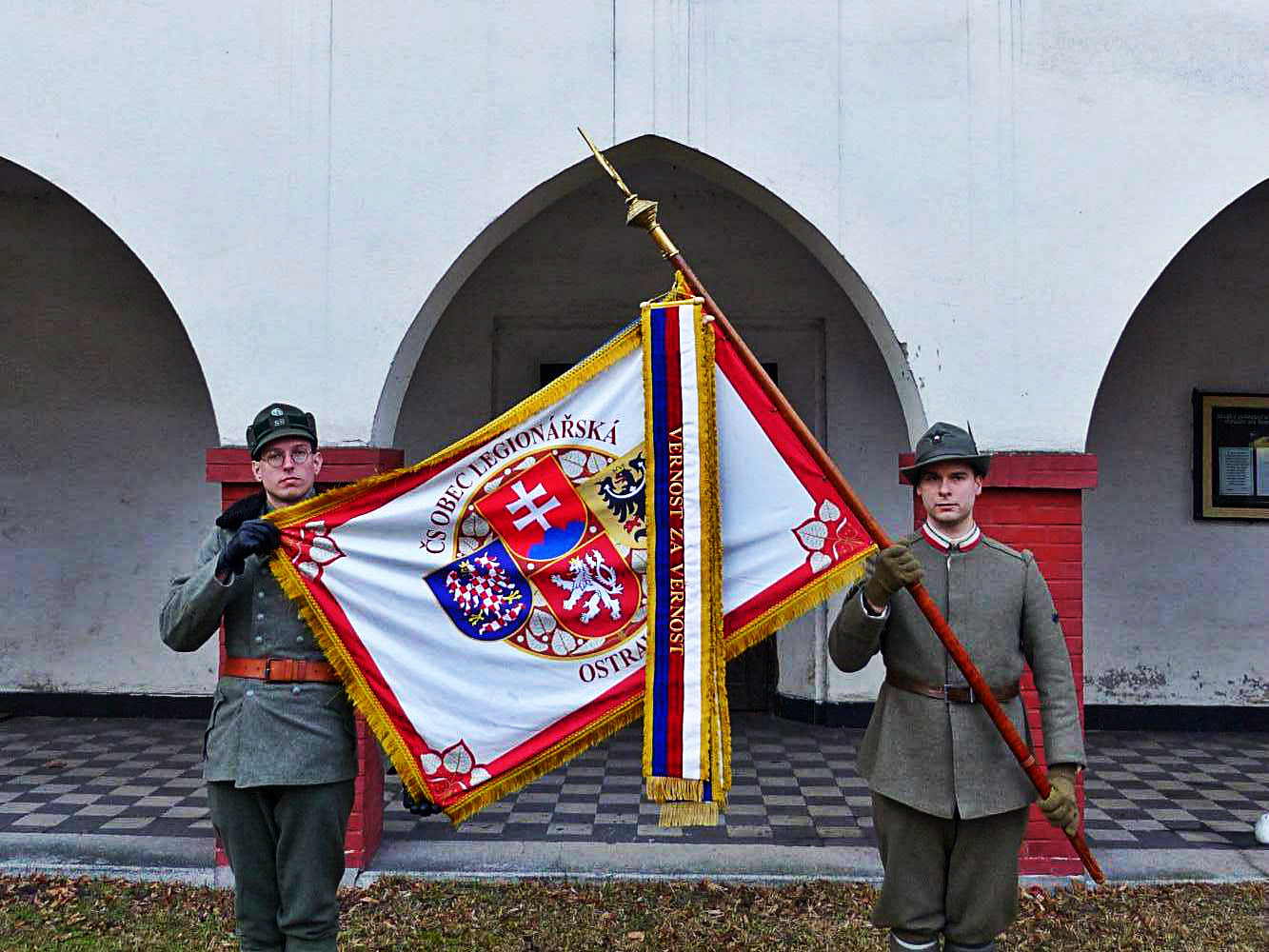
Rub starého praporu Jednoty Ostrava I, užívaného v letech 2011–2023.

Nový prapor byl jednotě slavnostně předán primátorem města Ostravy Janem Dohnalem u Zborovského pomníku I. a II. zahraničního odboje v moravsko-ostravském Husově sadu, a to 28. října 2023 u příležitosti Dne vzniku samostatného československého státu. Dne 12. listopadu 2023 byl v Husově sboru v Ostravě-Michálkovicích prapor požehnán biskupem Olomoucké diecéze Církve československé husitské Tomáše Chytilem.

### Popis praporu
Na lícové straně praporu krémové barvy se uprostřed nachází barevně vyšitý znak ČsOL. 40 mm od okraje červená 15 mm široká linka rámující celý list vlajky. Od ní 40 mm směrem ke středu modrá 15 mm široká linka rámující celý list vlajky. Uprostřed mezi znakem a modrou linkou zprava i zleva znaku odvrácená zlatá lipová ratolest (o šířce 123 mm), nad ní vlevo letopočet 1914 a pod ní 1920, vpravo nad ní letopočet 1938 a pod ní 1945 vyšitý v černé barvě. Odstup letopočtů od lipových ratolestí je 20 mm. 

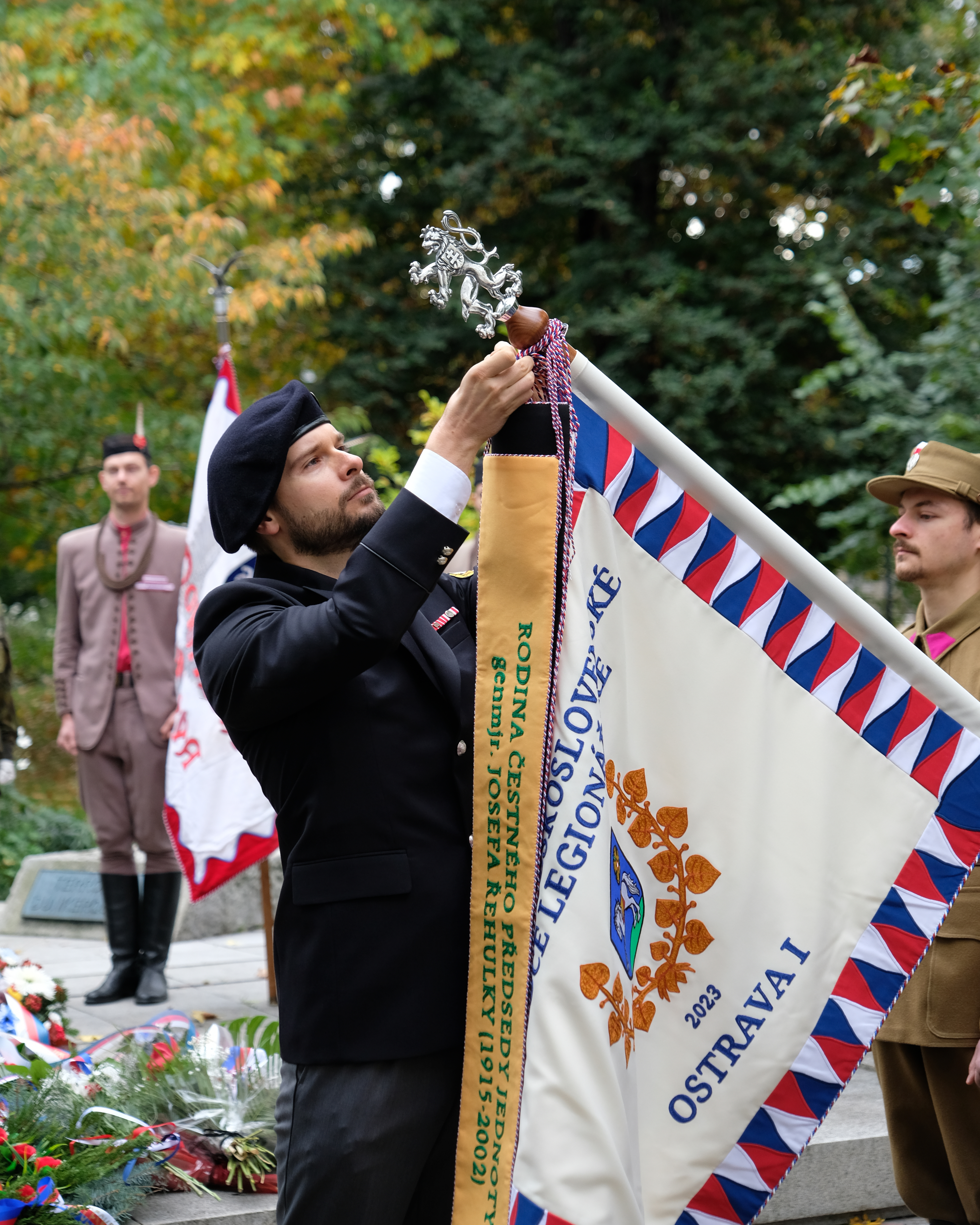
Dekorování nového praporu Jednoty ČsOL Ostrava I po jeho slavnostním rozvinutí dne 28. října 2023 v Moravské Ostravě.

Na rubové, krémově zbarvené straně uprostřed barevně vyšitý znak města Ostravy lemovaný dvěma bronzově zbarvenými lipovými ratolestmi. Okraj listu rámován lemem sestávajícím z trojúhelníků střídavě bílých, červených a modrých. V horní části listu ve dvou řádcích tmavě modrý nápis JEDNOTA ČESKOSLOVENSKÉ OBCE LEGIONÁŘSKÉ a v dolní části tmavě modrý nápis OSTRAVA I. Pod lipovými ratolestmi malý tmavě modrý letopočet 2023.
Podoba lícové strany je typizovaná směrnicí ČsOL. Rubová strana pak odráží regionální tradice – v tomto případě vychází z líce praporu 1. československé samostatné tankové brigády v SSSR, osvoboditelky Ostravy v dubnu 1945, jejímiž příslušníky byla až do svého skonu celá řada členů Jednoty Ostrava I.

### Stuhy
Původní prapor jednoty byl v dekorován celkem třemi stuhami, které jednotě za její činnost udělil Úřad Městského obvodu Ostrava-Jih, Úřad Městského obvodu Ostrava-Poruba a Konfederace politických vězňů. Nový prapor obdržel vedle dedikační stuhy města Ostravy také pamětní stuhy rodiny Klegovy a Řehulkovy. Poslední obdrženou dekorací se v lednu 2024 stala stuha ústředí ČsOL.